# Thomas Abel Brimage Spratt

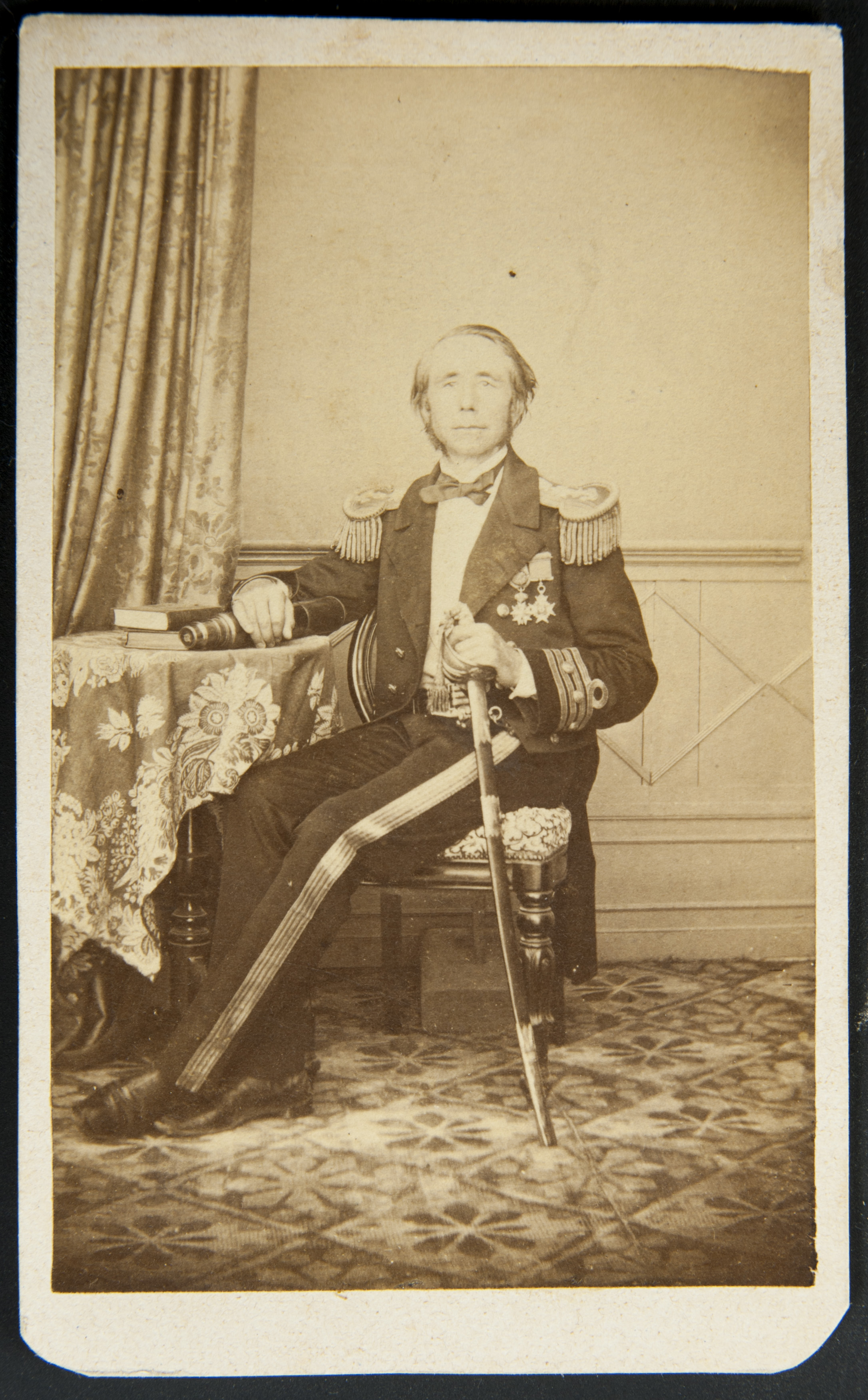
Captain Thomas Abel Brimage Spratt. ca. 1860er Jahre.

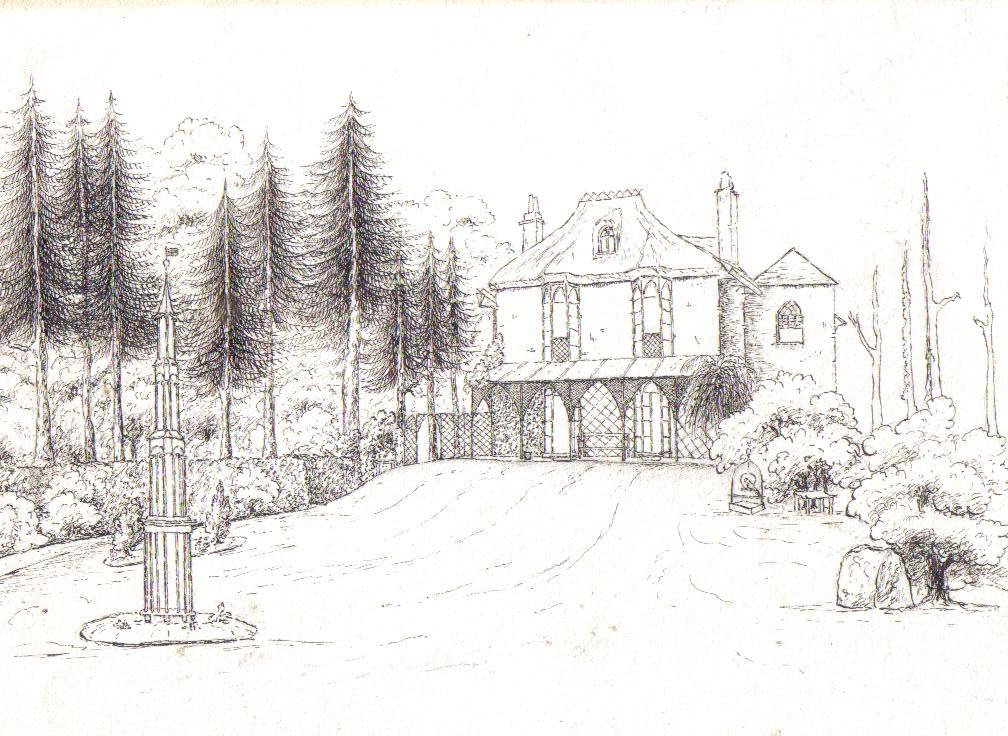
Woodway Cottage im Jahre 1825, Geburtsort von Thomas Spratt

Thomas Abel Brimage Spratt (* 11. Mai 1811 in Teignmouth; † 10. März 1888 in Tunbridge Wells) war ein englischer Vizeadmiral, Experte für Hydrographie, und Geologe.

## Leben
Er wurde im Woodway House in East Teignmouth geboren und war der älteste überlebende Sohn von Commander James Spratt, Royal Navy, einem Held in der Schlacht von Trafalgar und Jane Brimage.
Er trat im Juni 1827 mit 16 Jahren der Royal Navy bei und diente zunächst als First Class Volunteer auf der Victory unter Robert Stopford in Portsmouth und wechselte Anfang 1832 als Midshipman auf die HMS Britomart. Er wurde schließlich der Hydrographischen Abteilung zugeordnet und wechselte am 22. Juni desselben Jahres auf die HMS Mastiff unter Fregattenkapitän Thomas Graves, von dem er die Hydrographie erlernte und der seinen Schülern beibrachte in der Umgegend, die sie gerade erforschten, stets auch die Topographie, Geologie, Archäologie, Geschichte und ihre Menschen zu beachten. Spratt arbeitete ununterbrochen bis 1863 an der Vermessung des Mittelmeers. Am 27. Januar 1835 bestand er seine Prüfung und wurde zum Mate ernannt und folgte am 2. August 1836 dem zu Captain beförderten Thomas Graves auf dem Vermessungsschiff HMS Beacon. Am 26. Oktober 1837 rettete Thomas Spratt unter Einsatz seines Lebens den über Bord gefallenen Samuel Turner und wurde in der Folge auch wegen seiner besonderen Leistung bei der hydrographischen Vermessung zur Beförderung vorgeschlagen. Im Jahre 1840 wurde er Vermessungsassistent und am 15. Oktober 1841 wurde er schließlich auf den Rang eines Lieutenant erhoben.
In den Jahren 1841 bis 1842 lud Captain Thomas Graves den Naturforscher Edward Forbes ein, die Expedition ins Mittelmeer zu begleiten. Dieser stellte Untersuchungen zur bathymetrischen Verbreitung von marinem Leben an. Spratt schuldete hauptsächlich Forbes sein Interesse an Naturgeschichte und Geologie und zusammen veröffentlichten sie Travels in Lycia, Milyas, and the Cibyratis.
Wieder nach England zurückgekehrt heiratete Spratt am 27. Februar 1844 Sophia Dean Price (* 19. Oktober 1815), die einzige Tochter von Edward Price, Esq. und am 30. August 1845 wurde ihr einziger Sohn Edward James Henry geboren. Am 1. März 1847 wechselte Spratt zusammen mit Captain Graves auf die HMS Volage und blieb dort offiziell bis April 1848. Da er jedoch im Dezember an Malaria erkrankte, kehrte er nach England zurück, um sich auszukurieren. Während seiner Krankheit wurde er am 5. März 1849 zum Commander befördert und am 25. Oktober 1849 meldete er Francis Beaufort, dass er wieder genesen sei, jedoch kurz zuvor am 20. Oktober war die HMS Volage außer Dienst gestellt worden. Zwischen April 1850 und Januar 1851 untersuchte Spratt die Bewegungen der Sandbänke und schlug Verbesserungen der Hafeneinfahrt vor. Er veröffentlichte 1856 seine Untersuchungen und Isambard Kingdom Brunel, der zu dieser Zeit an der South Devon Railway baute, gratulierte ihm für die Anschaulichkeit und Sachlichkeit seines Werkes.
Anfang 1851 kehrte er unter Captain Graves auf dem Raddampfer HMS Spitfire in den Dienst zurück. Nachdem er am 21. April 1851 die Prüfung zu Dampfmaschinen in Woolwich bestanden hatte, wurde ihm das Kommando über das Schiff übergeben. Commander Spratts Aufgabe war es das Mittelmeer zu kartographieren beginnend mit Ostkreta (1851–52), Rhodos (Juli 1853), Skyros (Oktober 1853), Konstantinopel (November 1853), den Eingang zum Marmarameer (Dezember 1853), die Dardanellen (Dezember 1853 und Februar 1854) und schließlich Thessaloniki und Volos in Griechenland (März 1854).
Ab Anfang 1854 wurde er während des Krimkriegs der Schwarzmeerflotte zugeordnet. Zunächst kartographierte er im April 1854 den Hafen von Warna in Vorbereitung einer Truppenlandung und danach die Route von Kustengeli zur Donau. Auch bei der Belagerung von Sewastopol am 12. September 1854 war Spratt zugegen und konnte das französische Schiff Bellérophon, das auf Grund gelaufen war, freischleppen. Für diesen Dienst wurde ihm 1856 von der französischen Regierung der Orden Officier de la Légion d’Honneur verliehen. Als er Perekop kartographierte entdeckte er die Brücke Chongor Kupree über die Russland die Krim unbemerkt mit Nachschub versorgte. Im Frühling 1855 untersuchte er die Straße von Kertsch und im Sommer 1855 das Meer um die Halbinsel Kinburn. Spratts Ergebnisse waren für die Angriffsplanung sehr hilfreich, deshalb führte er die Vermessungen selbst unter feindlichem Beschuss durch.
Wegen herausragenden Leistungen während des Krimkriegs im Schwarzen Meer wurde ihm als Commander der HMS Spitfire am 5. Juli 1855 der Orden Companions of the Order of the Bath verliehen. Außerdem erhielt er die Baltic Medal, die Crimea Medal und die Türkische Krim-Medaille und am 3. Januar 1856 wurde er zum Captain befördert.
Am 7. Januar 1856 übernahm er das Kommando über den Raddampfer HMS Medina und setzte seine hydrographischen Untersuchungen des Mittelmeeres fort und von 1858 bis 1861 unterstützte er das Verlegen von Seekabeln für die Telegrafie. Vom 10. November 1863 bis 16. Dezember 1863 wurde ihm für sechs Wochen der Raddampfer HMS Hydra unterstellt danach zog er sich aus dem aktiven Dienst zur See zurück. Er war von 1866 bis 1873 Beauftragter für Fischerei und von 1879 bis zu seinem Tod im Jahre 1888 stellvertretender Konservator des Flusses Mersey. 1872 wurde er zum Rear admiral und 1878 zum Vice admiral ernannt.
Thomas Abel Brimage Spratt starb am 10. März 1888 in Clare Lodge, Tunbridge Wells.

## Forschungen
Spratt wurde ein Fellow der Royal Society als Autor von Travel in Lycia und wichtigen Papieren in den Journalen der Geological & Geographical Societies außerdem war er auch Fellow der Geological Society.
Spratt forschte in den Höhlen auf Malta und entdeckte Teile des Zwergelefanten (Elephas melitensis), der von Hugh Falconer beschrieben wurde. Er untersuchte die Geologie von einigen griechischen Inseln, die Küsten von Kleinasien und des Nildeltas. Am 18. Mai 1857 entdeckte er einen unterseeischen Höhenzug, der von Malta bis zur Küste bei Tripolis reichte und nannte ihn nach seinem damaligen Schiff Medina-Bank. Westlich von Kreta entdeckte er als erster den Hellenischen Trog den tiefsten Teil des Mittelmeeres.
Er wurde insbesondere für sein Travels and Researches in Crete (2 Bände, 1865), in welchem er die Physische Geographie, Geologie, Archäologie (Brücke von Eleutherna) und Naturgeschichte der Insel Kreta beschreibt, ausgezeichnet. Drei fossile Spezien (Geochelone spratti auch als Testudo spratti bezeichnet, Studeria spratti, Trochoidea spratti auch Helix (Jacosta) spratti bezeichnet) wurden zu seinen Ehren nach ihm benannt und einige Bücher wurden ihm gewidmet.

## Trivia
Eine Landkarte, die von Thomas Spratt erstellt worden war, auch als „Spratt's Map“ bekannt, wurde von den Archäologen Heinrich Schliemann, Wilhelm Dörpfeld, und Carl Blegen benutzt. Sie trug zur Entdeckung von Troja bei, da Peter Wilhelm Forchhammer, ein deutscher Professor des klassischen Altertums, der mit Spratt zusammenarbeitete und den Namen „Troy“ mit einem Fragezeichen versehen an der Stelle von Troja einfügte. Er hatte ihn dort eingefügt, da hier die Ruinen der griechischen Stadt Novo Ilium (Neu-Troja) lagen. Als Schliemann die Karte untersuchte, entdeckte er die Eintragung und entschied dort zu graben und fand Troja.

## Werke
- Travels in Lycia, Milyas, and the Cibyratis., London 1847
- On the geology of Malta and Gozo., 1854
- An Investigation of the Movements of Teignmouth Bar., London 1856
- Travels and researches in Crete., 2 Bände, London 1865
- Sailing Directions for the Island of Candia or Crete., London 1866